# La Bonne Tisane (roman)
La Bonne Tisane est le troisième roman policier de John Amila paru dans la collection Série noire avec le numéro 285 en 1955.

## Résumé
René Le Comte, un caïd de la pègre, se fait tirer dessus par une bande rivale avec qui il avait rendez-vous. Son chauffeur le croyant mort contacte Riton Godot, patron d’une boîte de nuit, et lui propose de taire la mort de son patron et de reprendre à leur compte ses activités. René Le Comte a survécu et s’est réfugié  dans un hôpital. Quand le chauffeur et Godot arrive sur les lieux de la fusillade, le corps a disparu et les traces de sang les amènent vers l’hôpital…

## Éditions
Le roman est publié dans la Série noire et réédité, mais signé Jean Amila, dans la collection Carré noir avec le numéro 205 en 1975. Il est également réédité dans la collection Série noire avec le même numéro en 1998.

## Autour du livre
L’action du roman se déroule sur une seule nuit.
Claude Mesplède dans Les Années Série noire trouve « parfois des accents céliniens » à l’écriture d’Amila.

## Adaptation
Le roman est adapté sous le titre éponyme par Hervé Bromberger en 1957

## Sources
- Polar, revue trimestrielle no 16, octobre 1995
- Claude Mesplède, Les Années Série noire, vol. 1 : 1945-1959, Encrage, coll. « Travaux » (no 13), 1992  (ISBN 2-906389-34-X), p. 184
- Meckert devient Amila : John Amila